# Nati nel 1233
| Questa pagina contiene informazioni ricavate automaticamente dalle voci biografiche con l'ausilio del template Bio e di un bot. L'aggiornamento è periodico e automatico e ricostruisce completamente la pagina. Se manca una persona in questa lista, sei pregato di non aggiungerla, ma accertati piuttosto che la sua voce biografica contenga il template Bio e che i dati anagrafici siano correttamente compilati. Se il template Bio manca, inseriscilo tu stesso o, in alternativa, metti l'avviso {{tmp\|Bio}} che ne segnala la mancanza. Se i dati riportati sono sbagliati, correggi direttamente la voce biografica; le modifiche saranno visibili in questa lista entro pochi giorni. Per chiarimenti vedi il progetto biografie. La lista contiene solo le 9 persone che sono citate nell'enciclopedia e per le quali è stato implementato correttamente il template Bio. Pagina aggiornata al 10 feb 2025. |

- 9 luglio - Rosa da Viterbo, religiosa e santa italiana († 1251)
- 15 agosto - Filippo Benizi, presbitero italiano († 1285)
- Arakhan, militare e politico mongolo († 1281)
- Jacopo Doria, nobile
- Pietro de' Crescenzi, scrittore e agronomo italiano († 1320)
- Violante di Svevia, principessa italiana († 1264)
- Alice di Borgogna, francese († 1273)
- Sancho di Castiglia, arcivescovo cattolico spagnolo († 1261)
- Ibn al-Quff, medico arabo († 1286)